# Aphis solitaria
Aphis solitaria är en insektsart som först beskrevs av Baker, J.M. 1934.  Aphis solitaria ingår i släktet Aphis och familjen långrörsbladlöss. Inga underarter finns listade i Catalogue of Life.